# Carmen Jaramillo
Carmen Isabel Jaramillo Velarde là thí sinh sắc đẹp, tham dự cuộc thi sắc đẹp Panama được trao vương miện Hoa hậu Trái Đất Panamá 2015, trở thành đại diện của Panama tham gia cuộc thi Hoa hậu Trái Đất 2015.

## Sự nghiệp
Với tư cách là Hoa hậu Trái Đất Panama, Carmen đại diện cho Panama lần đầu tiên tại cuộc thi Reina Hispanoamericana 2015 được tổ chức tại Santa Cruz, Bolivia. Cô thi đấu với 23 thí sinh khác, và là một trong 9 thí sinh chung cuộc. Thí sinh chiến thắng là Sofía del Prado Prieto của Tây Ban Nha.
Là người chiến thắng của cuộc thi Hoa hậu Trái Đất Panama 2015, Carmen trở thành đại diện của Panama tham gia cuộc thi Hoa hậu Trái Đất 2015 và cố gắng để kế tục Jamie Herrell trong vai trò Hoa hậu Trái Đất.
Là một thí sinh Hoa hậu Trái Đất, phần thi trả lời phỏng vấn là cần thiết. Khi được hỏi về sự ủng hộ của cô với tư cách Hoa hậu Trái Đất, cô đã trả lời qua trang web chính thức của Miss Earth là "Chăm sóc nguồn nước. Để làm cho việc chăm sóc nó dễ dàng hơn trong thói quen hàng ngày của chúng tôi".
Khi cô được hỏi về cách cô có thể quảng bá đất nước của mình, cô trả lời: "Văn hóa và du lịch, đặc biệt là kênh đào Panama. Đây là một trong những kiến trúc tuyệt vời nhất trên thế giới và rất nổi bật ở đất nước xinh đẹp của tôi khi bạn ghé thăm Panama."